# STBヒグチ
株式会社STBヒグチ（STB Higuchi Co.,Ltd.）は、大阪府東大阪市に本社を置く歯ブラシメーカーである。

## 概要
360度ぐるっと毛がある円筒状の歯ブラシを製造・販売している。 主要取引先は、あらた、PALTACなどの大手日用雑貨卸である。主力商品である｢たんぽぽの種｣は、コンビニエンスストアをはじめドラッグストアやホームセンター、イトーヨーカ堂、イオングループなどGMSなどで広く取り扱われている。また、たんぽぽの種PROCAREは、ムトウグループ、村中医療器といった医療卸、ササキといった歯科商社を通じ、歯科・病院、介護施設にも介護用歯ブラシ、あるいは口腔ケア用のブラシとして納入されている。STBヒグチは、360度歯ブラシで使用される放射状の特殊なブラシを複数枚溶着し強度を向上した上、低価コスト化を実現したプルーラルブラシで特許第4000355号を取得しており国際特許も申請している。